# Colonia Francisco I. Madero, Noria de Ángeles
Colonia Francisco I. Madero är en ort i Mexiko.   Den ligger i kommunen Noria de Ángeles och delstaten Zacatecas, i den centrala delen av landet, 400 km nordväst om huvudstaden Mexico City. Colonia Francisco I. Madero ligger 2 131 meter över havet och antalet invånare är 353.
Terrängen runt Colonia Francisco I. Madero är lite kuperad. Runt Colonia Francisco I. Madero är det ganska glesbefolkat, med 45 invånare per kvadratkilometer. Närmaste större samhälle är Villa González Ortega, 13,1 km nordväst om Colonia Francisco I. Madero. Omgivningarna runt Colonia Francisco I. Madero är i huvudsak ett öppet busklandskap.